# Дирикон
Дирикон (нем. Dierikon) — коммуна в Швейцарии, в кантоне Люцерн. Входит в состав округа Люцерн. Население составляет 1438 человек (на декабрь 2015 года). Официальный код — 1053.

## Географическое положение
Площадь Дирикон составляет 2,8 км². 59,2 % площади составляют сельскохозяйственные угодья, 22,3 % — леса, 17,4 % территории заселено, 1,1 % — пересечённая местность. Коммуна находится в долине реки Рон на дороге между Люцерной и Хамом.

## История
Дирикон впервые упоминается в 1270-80-х годах как Dierinkon. В середине четырнадцатого века Дирикон принадлежала Ротенбургу, перешла во владение Люцерна в 1386 или 1394 годах. Первая известная часовня поселения была построена в 1675 году, она была перестроена в неоготическом стиле в 1862 году. В 1972 году она была достроена до церкви. Коммуна является частью агломерации Люцерна, активное промышленное развитие началось в 1970-х годах.

## Население
На 31 декабря 2015 года в Дириконе проживало 1438 человек. В 2011 году 21,1 % населения были в возрасте до 19 лет, 71,1 % — от 20 до 64 лет, старше 65 лет были 7,7 %. В Дириконе 76,6 % имели высшее или среднее специальное образование. В 2000 году в коммуне было 482 домашних хозяйства, из которых 25,9 % состояли из одного человека, 8,7 % состояли из более чем 4 человек.
| 1695 | 1798 | 1816 | 1850 | 1900 | 1950 | 1970 | 2000 | 2006 | 2011 | 2015 |
| ---- | ---- | ---- | ---- | ---- | ---- | ---- | ---- | ---- | ---- | ---- |
| 170  | 194  | 366  | 304  | 304  | 359  | 387  | 1279 | 1286 | 1448 | 1438 |